# Željko Jukić
Željko Jukić (Vukovar, 1958.), bivši košarkaš i košarkaški trener, današnji plivački trener. Trenutačno je trener u austrijskom plivačkom klubu Schwimmclub Austria Wien.

## Košarka

### Igračka karijera
Igračku karijeru započeo je u KK Vuteks Vukovar gdje je igrao do 1982. godine.

### Trenerska karijera
Trenersku karijeru započeo je 1982. u KK Vuteks Vukovar nakon prestanka igranja a zatim je trenirao KK Borovo, KK Dubrovnik te KK Zabok kojeg je preuzeo 1992. godine i doveo do A-2 lige. 

## Plivanje

### Plivački trener
Pozivu plivačkog trenera posvećuje se 1996. godine nakon što se pokazalo da su mu djeca Mirna i Dinko iznimni plivački talenti. Prvo od 1996. godine trenira u Zagrebu plivačice i plivače PVK Borovo Vukovar a od 1999. godine trenerom je u plivačkom klubu Schwimmclub Austria Wien. Dva puta izabran je za trenera godine u Austriji.

## Zanimljivosti
- Željko Jukić je od 1994. do 1999. godine pripremao zabočkog motokrosistu Nenada Šipeka. Pripremao ga je za utrke i ostao je s njim sve do 1999. godine kada je Nenad Šipek postao prvakom Europe.[2][3]

## Vanjske poveznice
- Mladen Pleše, Očevi koji su stvorili šampionke, članak na Nacional.hr